# フォノトグラフ

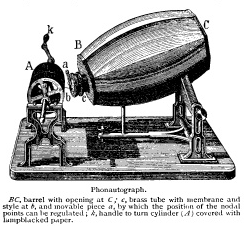
フォノトグラフ（1891年の写真）

フォノトグラフ (phonautograph) とは、音声を波形図に変換して記録する装置である。1857年に発明された。

## 歴史
1857年にフランス人技師のエドワール＝レオン・スコット・ド・マルタンヴィルによって作成されたもので、ススを塗布した紙の上に樽状の箱を設置し、この箱の底が音によって振幅したものを針に伝え、この針で紙を引掻いて音声を記録することができる。のちに改良され、回転するドラム状になった紙の上に振幅を残すようにした、地震計のような装置となった。音の振動を曲線の形で記録することで、研究するためのものだった。
さらにその後、ガラス板の煤の上に記録を残すようになった。この改良は、写真フィルムのように一瞬で撮影できるものはない写真乾板を使用していた時代に、音の振幅を写真の形で複製をとることにも向いていたのである。これらは音を波形図として記録することに便利がよく、当時の学術雑誌への発表に用いられた。

## 再生
フォノトグラフによって作られた記録は機械的に読み取らせることはできず、専ら音の振幅具合を波形の強弱によって表すのみで、実際的な意味で記録された音声を再生させることを含む録音ではなかった。基本構造はトーマス・エジソンの発明した蓄音器（1877年）のそれに近いものではあるが、音の力で溝に振幅を彫り込むことを前提するエジソンの蓄音機とは違い、煤の上に図形を記録することだけができたのである。
しかし2008年3月にフランス科学アカデミーが発表したところでは、この煤の上に残されていた図形を画像としてコンピュータで解析した結果として、1860年4月9日に記録されたフランス民謡『月の光に』の再生に成功した。なお、1860年当時の技術用語に関する誤解から、当初は本来の録音速度の倍速で再生したため、記録は女声もしくは子供の声と考えられていた。しかし翌2009年に正しい再生速度が判明し、実際にはゆっくり歌う男声であることと、声の主がまず間違いなく発明者のド・マルタンヴィル本人であることが判った。また、同じく当人による1857年の音声記録も発見されたが、記録速度が不安定であり適切に再生できなかった。これらが2009年現在知られている人類最古の録音である。

## イヤー・フォノトグラフ

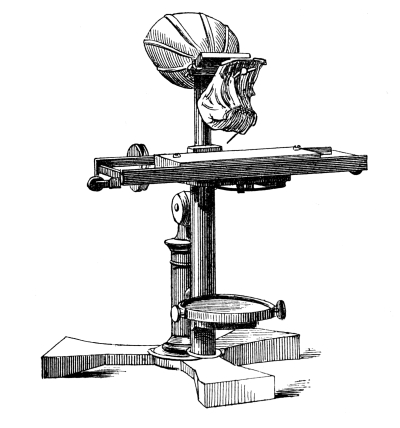
アレクサンダー・グラハム・ベルによるスケッチ

電話機の実用化で知られるアレキサンダー・グラハム・ベルは、耳科学の研究者クレアランス・J・ブレイクとともに耳の機能と音の性質を探る上で、1874年にフォノトグラフを参考にした、イヤー・フォノトグラフと呼ばれる装置を製作した。彼らは人間の死体の耳から中耳を取り出し、耳小骨の先に取り付けられた記録針の動きをガラス板の煤の上に記録して研究した。イヤー・フォノトグラフは元々ベルがろう教育で空気振動としての音を視覚的に認識できるようにする試みの一環で制作されたが、のちに耳の機能を物理的に模倣するこの装置が空気振動をダイヤフラム（振動板）を介して電気信号に変換する電話の発明につながった。
2016年にカナダ国立科学博物館 でイヤー・フォノトグラフを復元する研究プロジェクトが実施された。この復元の過程で、装置は既存の顕微鏡を改造する形で作られたことが明らかになった。また、ベルとブレイクが人間の耳を入手できたのはブレイクが医学の分野と繋がりが強かったからだが、当時の研究環境で正当な同意のもとに使用されたのかという倫理的な疑問は現在に至るまで不明なままである。それもあってこの復元実験では、中耳の大部分は3Dプリンターで制作し、鼓膜はシリコンを用い、耳小骨はツゲの木を掘ることで再現したが、ベルらの報告ほど繊細な筆跡の記録はできなかったと報告されている。